# Jezioro Niepruszewskie
Jezioro Niepruszewskie – jezioro w Polsce, położone w województwie wielkopolskim, w powiecie poznańskim, w granicach gmin Dopiewo i Buk, 7 km na wschód od Buku, leżące na terenie Wysoczyzny Grodziskiej.

## Charakterystyka
Akwen o wydłużonym kształcie, usytuowanym w dorzeczu Warty, w rynnie polodowcowej, którą płynie rzeka Samica Stęszewska. Brzegi podmokłe, niskie, dość płaskie z wyjątkiem części północnej (pagórek kemowy pod Kalwami), bezleśne poza częścią południową, linia brzegowa słabo rozwinięta.
W Niepruszewie i Zborowie ośrodki wypoczynkowe i kąpieliska.
Na południe od jeziora przebiega autostrada A2 Poznań-Berlin, której nasypy były już wykonane w 1942 w czasie II wojny światowej siłami robotników przymusowych. W 1986 uruchomiono kopalnię wapna łąkowego.

## Dane morfometryczne
Jezioro położone jest na wysokości 76,3 m n.p.m.
Powierzchnia 242 ha, długość 4900 m, szerokość 700 m, największa głębokość 5,2 m.